# Fráter Pál
Fráter Pál (? – 1658) katona, költő.
Fráter István erdélyi ítélőmester és Suselich Horváth Ilona fia. I. Rákóczi György és Kemény János alatt többször hadba vonult. 1634-ben azzal a váddal, hogy a fejedelem ellensége és Bethlen István híve, elfogták és Nagyvárad várába zárták. Innen megszökött, és a Habsburg-uralom alatt álló Felvidékre menekült. Száműzetése alatt írta nejéhez, Barcsay Annához verses levelét, amely tíz négysoros strófából áll. Először megjelent: Szépirodalmi Közlöny 1858. 78. sz.: Régi nyelvemlékek I. Rákóczy György idejéből. A versek keletkezését korábbi források 1660 körüli időpontra teszik, de Móricz Béla 1636–1640-es dátumot valószínűsít.
Utóbb II. Rákóczi György – akinek Bethlen Miklós emlékirata szerint „igen kedves és belső mindenese volt” – a hajdúk kapitányává nevezte ki. A lengyel és moldvai táborozás után 1654-ben visszakapta bélmezei birtokát.